# Компјутеризована томографска ангиографија
Компјутеризована томографска ангиографија (енгл. Computed tomography angiography - CTA) је инвазивна радиолошка дијагностичка метода прегледа унутрашњости, или лумена, крвних судова. Она се разликује од конвенционалне рендген ангиографије у томе што за снимања користи савременије спиралне компјутеризоване скенере, који дају бољи квалитет слике уз значајно краће време трајања интервенције, мању изложеност рендген зрачењу и бољу подношљивост јер се убризгавање контраста врши у вену руке, а не у велику артерију у препонама.

## Историја
Прва компјутеризована томографска ангиографија обављена је 1994. године. Од тада она све више замењује конвенционалну ангиографију у дијагностиковању и карактеризацији већине кардиоваскуларних абнормалности. Пре тога, конвенционална ангиографија је била у употреби 70 година.

## Опрема и прицип рада уређаја
Компјутеризовани (томограф) скенер (СТ) је рендгенолошки апарат у облику велике, кутије са кружним отвором, или краћим тунелом, у центру кроз који се креће покретни испитни сто и за то време излаже дејству рендген зрачења. У саставу скенера налази се и радна станица рачунара (смештена у посебној соби), и која уз помоћ рачунарског програма уграђеног у њему, управља радом целокупног апарата и обрађује снимљене податаке. Рад целокупног апарата је под контролом лекара и за то обучених техничара.
У многим поступцима, постоји сличност у начину компјутеризоване томографске ангиографије са другим ангиографским рендген прегледима. Рендгенски снимци настају дејством зрачења попут светлости или радио-таласа, које могу бити усмерене на тело. Различити делови тела апсорбује рендген зрачење у различитом степену па се у томе и огледа разлика у приказу појединих структура тела.
Конвенционално рендген снимање се проводи тако да рендген зрачење пролази кроз тело, и формира слику на фотографском филму или посебној фотоосетљивој плочи за снимање.  Кости се на снимку оцртавају бело, мека ткива у нијансама сиве а ваздуха у црној боји.
Код СТ скенирања, рендген зраци и електронски рендген детектори ротирају се око пацијената, и врше мерење количине зрачења која се апсорбује у телу. У исто време, испитни сто се креће кроз скенер, тако да рендген зраци следе спиралани пут око тела. Посебан рачунарски програм сакупља велики број података за стварање дводимензионалне слике попречног пресека тела, које се затим приказују на монитору. Ова техника се зове спирална томографија (томографија је сликање по деловима или секвентно сликање) или спирална томографска реконструкција.
СТ снимање се може описати и као сечење хлеб на танке кришке. Када се тело слика, оно се „сече на велики број кришки“ а свака „кришка“ се обрађује од стране рачунарског програма, што омогућава детаљни вишедимензионални приказ унутрашњости тела.
Савременији детектори нове технологије омогућавају да се СТ скенером добије што више „кришки“ у једној ротацији. Ови скенери, под називом "СТ мултислајс“ или „мултидетектор СТ," омогућавају тање „кришке“ у краћем временском периоду, што резултује са више детаља и пружа додатне могућности у току израде приказа.
Модерни СТ скенери су тако брзи да могу да скенирају велике делове тела у само неколико секунди. Таква брзина је корисна за све пацијенте, а нарочито за децу, старије и тешке болеснике јер се излажу мањим дозама рендген зрачења.
Када се за време компјутеризоване томографске ангиографије контраст убризга у крвоток, крвни судови се, на филму или монитору, приказују у светло белој боји која је јасно издвојена од осталих структура и ткива тела.

## Техника снимања
- Компјутеризована томографска ангиографија се обично ради о амбулантним условима.
- Пацијент се поставља, на специјални сто, у лежећи положај или евентуално на бок и према потреби фиксира специјалним каишевима како би задржао правилан положај тела.
- Медицински техничар или лекар у пределу руке или подлактице убацују интравенску (ИВ)-линију у вену како би кроз исту обезбедили равномерни проток контраста.

- Мала доза контраста може бити убризгана преко ИВ линије, да се утврди колико је времена потребно да контраст доспе до испитиваног дела тела.
- У току скенирања, сто за преглед се поставља у полазни положај, а затим се креће релативно брзо кроз отвор у постољу скенера за време снимања. За то време апарат, који је повезан са ИВ линијом, аутоматски убризгава контраст задатом брзином пре и током скенирања.
- Код снимања коронарних артерија или аорте у грудима, перманентно се прати рад срца електрокардиограмом (ЕКГ) са тежиштем на праћењу морфологије ЕКГ-таласа, броја откуцаја и ритма срца. Према потреби (у циљу добијања квалитетнијих снимака) број откуцаја се може успорити применом бета блокатора у току скенирања.
- За време снимања од болесника се тражи да неколико секунди задржи дах и буде миран, како би се добили оштри снимци без замућења који настају покретима у току дисања или при другим покретима тела.
- По завршеном снимању уклања се интравенска линија .
- Са савременом опремом, СТ скенирање траје између 5 и 20 секунди

## Индикације
- Анеуризма аорте, у грудном кошу и трбуху, или на другим великим крвним судовима.
- Атеросклероза каротидне артерије на врату, које могу ограничити проток крви до мозга и изазвати мождани удар.
- Дијагностика малих анеуризми и других малформација на артеријама мозга.
- Атеросклероза и сужења крвних судова на ногама и припрема болесника за ендоваскуларне интервенције или операције.
- Болест артерија бубрега, или сагледавање протока крви, како би се извршиле припреме за трансплантацију бубрега.
- Као интервентна радиолошка метода у хирургији болести крвних судова, као што је усађивање стентова или процена стања после имплантације стента.
- Откривање повреде једна или више артерија у врату, грудима, трбуху, карлици и удовима код повређених болесника.
- Процена васкуларизације тумора пре операције или других поступака, као што је емболизација или селективна унутрашња зрачна терапија.
- Дијагностика дисекција или раздвајања на грудној или трбушној аорти или њеним главним гранама.
- Дијагностика обима атеросклерозе у коронарним артеријама и избор хируршке методе, као што је коронарни бајпас.
- Дијагностика неких ендокриних болести
- Дијагностика плућне емболије (угрушака крви из вена ногу).

## Предности
- Компјутеризована томографска ангиографија је углавном безболна, брза и једноставна метода а применом савремених спиралних СТ скенера, дужина времена у току кога пацијент мора да лежи непокретно се значајно смањује.
- Код педијатријских пацијената, родитељу може бити дозвољено присуство у соби за, снимање детета уз ношење заштитне кецеље која спречава излагања родитеља зрачењу.
- Примена СТ -ангиографије може да елиминише потребу за операцијом, а уколико је операција неопходна, она може бити прецизнија због квалитетне дијагностике.
- Компјутеризована томографска ангиографија је у стању да открије сужења крвних судова у идеалном времену за примену корективне терапије сужења.
- Компјутеризована томографска ангиографија даје прецизније анатомске детаље крвних судова од магнетне резонантне ангиографије  (МРА).
- Код многих пацијената применом компјутеризоване томографске ангиографије, може се избећи примена конвенционалне ангиографије – катетер ангиографије која спада у групу инвазивних метода.
- У односу на катетер ангиографију, која подразумева постављање катетера (пластичне цеви) и убризгавање контраста у велике артерије или вене, компјутеризована томографска ангиографија је много мање инвазивна и подношљивија метода за пацијенте.
- Овај поступак је користан начин скрининга многих артеријских болести јер је безбеднији и захтева много мање времена и средства него катетер ангиографија, лакше се подноси јер се убризгавање контраста врши у вену руке а не у велику артерију у препонама.
- Рендгенски зраци који се користе при снимању обично немају нежељене ефекате и не остају у телу болесника након снимања.
- Након компјутеризоване томографске ангиографије, пацијенти се могу одмах вратити на своје нормалне активности, док се катетер ангиографија изводи само код болничких пацијената или у „дневној болници“.

## Ризици
| Ризиици                                | Карактеристике ризика |
| -------------------------------------- | --- |
| Озрачење                               | Увек постоји могућност појаве рака код претеране изложености радијацији у току ове методе (код дугих и учесталих снимања). Међутим, користи од тачне дијагнозе имају превагу над ризиком. |
| Појава алергија на контрастно средство | Ова врста алергија се може спречити употребом антиалерегијских лекова 24 сата пре компјутеризоване томографске ангиографије или применом различитих испитивања која не захтевају убризгавање контрастне материје. Ризик од озбиљнијих алергијских реакција на контраст који садржи јод је веома ретка, а одељења радиологије су добро опремљена за брзу санацију алергијских реакција. |
| Изливање контраста                     | Ако се већа количина контрастне материје „цурењем“ из посуде излије и прошири по кожи или се убризга испод коже, (након оштећења вена при убрузгавању) може доћи до оштећења коже крвних судова и нерава, иако је мало вероватно, да до тога дође. Ако болесник осећа бол у току убризгавања контраста (на месту убризгавања) он мора одмах да обавести лекара.                        |
| Озрачење плода у трудноћи              | Жене у другом стању излажу се овој методи само ако су витално угрожене. |
| Озрачење млека мајке-дојиље            | Двадесетчетири часа након убризгавања контраста мајка-дојиља треба да направе паузу пре него што настави дојење одојчета. |

## Ограничења
- Код особа која које не могу стати у отвор конвенционалног СТ скенера због велике телесне масе (гојазни) или им имају тежину преко границе коју може да поднесе покретним сто скенера.
- Компјутеризована томографска ангиографије се избегава код пацијената са тешким оштећењем бубрега или тешким дијабетесом, јер рендген контрастна материја може нарушити функције бубрега.
- Код поремећаја у раду срца, или ако постоје зачепљења у више крвних судова, постоје потешкоће и правилном тумачењу ангиограма или томограма.
- Поузданост ангиограма (томограма) је умањена код селективне катетеризације (изведена након убода у артерије у пределу препона), код снимања оштећења мањих артерија, посебно када се ради о коронарним артеријама у срцу које се брзо померају.